# Summer Nights (песня Van Halen)
«Summer Nights» (с англ. — «Летние ночи») — двадцать шестой в общем и пятый с альбома 5150 промо-сингл хард-рок-группы Van Halen, выпущенный в декабре 1986 года на лейбле Warner Bros.

## О сингле
Это была самая первая песня, которую Сэмми Хагар записал с Van Halen, присоединившись к группе в 1985 году. Хагар рассказывал в своих мемуарах Red: My Uncensored Life In Rock: «Мы начали играть, а звукорежиссер Донн Ланди записывал всё, что мы делали. Первую строчку я придумал прямо на месте: „Summer nights and my radio“. Она просто пришла мне в голову, когда я впервые услышал этот рифф. Оставшуюся часть песни я напевал в стиле скэт. Эдди не мог в это поверить. У Дэйва [Ли Рота], по-видимому, не было чувства ритма, и он не был великим певцом, у него не было никакого диапазона. Я же пропевал вместе с Эдди все его гитарные партии».
На обеих сторонах сингла записан один и тот же трек. Это наименее успешный сингл с этого альбома, который смог достичь лишь 33 строчки хит-парада Hot Mainstream Rock Tracks.

## Список композиций
| №  | Название        | Длительность |
| -- | --------------- | ------------ |
| 1. | «Summer Nights» | 5:04         |

| №  | Название        | Длительность |
| -- | --------------- | ------------ |
| 1. | «Summer Nights» | 5:04         |

## Участники записи
- Алекс Ван Хален — ударные
- Эдди Ван Хален — электрогитара, бэк-вокал, синтезатор
- Майкл Энтони — бас-гитара, бэк-вокал
- Сэмми Хагар — вокал

## Позиция в чартах
| Чарт (1986)                  | Позиция |
| ---------------------------- | ------- |
| США - Mainstream Rock Tracks | 33      |